# Episodi di Runaways (terza stagione)
La terza e ultima stagione della serie televisiva Runaways, composta da 10 episodi, è stata pubblicata negli Stati Uniti da Hulu il 13 dicembre 2019.
In Italia la stagione è stata distribuita il 17 luglio 2020 su Disney+. In chiaro, la stagione è trasmessa in prima visione su Rai 4 dal 6 al 20 giugno 2021.
| nº | Titolo originale        | Titolo italiano                  | Pubblicazione USA | Pubblicazione Italia |
| -- | ----------------------- | -------------------------------- | ----------------- | -------------------- |
| 1  | Smoke and Mirrors       | Fumo negli occhi                 | 13 dicembre 2019  | 17 luglio 2020       |
| 2  | The Great Escape        | La grande fuga                   | 13 dicembre 2019  | 17 luglio 2020       |
| 3  | Lord of Lies            | Il signore delle menzogne        | 13 dicembre 2019  | 17 luglio 2020       |
| 4  | Rite of Thunder         | Il rito del tuono                | 13 dicembre 2019  | 17 luglio 2020       |
| 5  | Enter the Dreamland     | Il mondo dei sogni               | 13 dicembre 2019  | 17 luglio 2020       |
| 6  | Merry Meet Again        | Di nuovo insieme                 | 13 dicembre 2019  | 17 luglio 2020       |
| 7  | Left-Hand Path          | Cammino sinistro                 | 13 dicembre 2019  | 17 luglio 2020       |
| 8  | Devil's Torture Chamber | La camera di tortura del diavolo | 13 dicembre 2019  | 17 luglio 2020       |
| 9  | The Broken Circle       | Il cerchio spezzato              | 13 dicembre 2019  | 17 luglio 2020       |
| 10 | Cheat the Gallows       | Evitare la forca                 | 13 dicembre 2019  | 17 luglio 2020       |